# Księga z Armagh

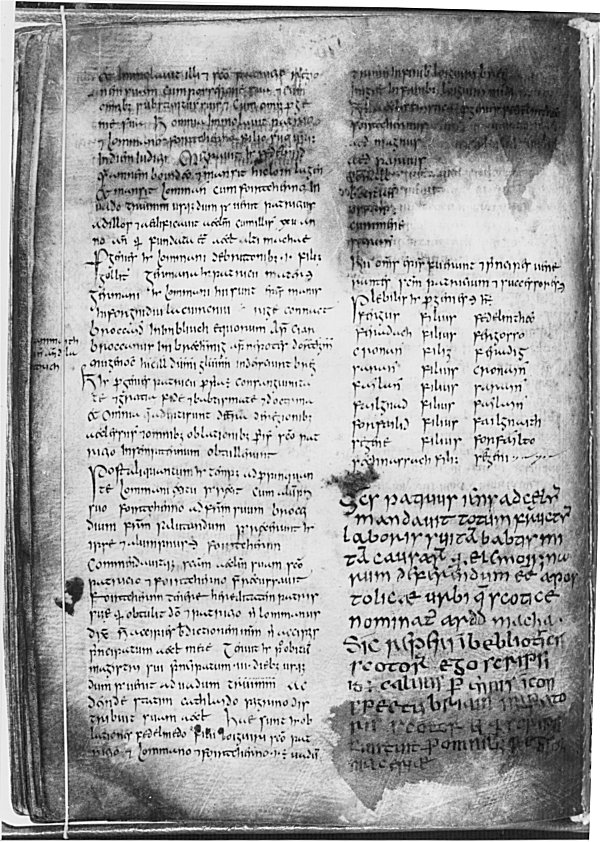
Strona z Księgi z Armagh.

Codex Dublinensis (D), znany też jako "Księga Armagh", albo Codex Ardmachanus (ar albo 61) – rękopis Wulgaty, zawiera pełny tekst Nowego Testamentu. Przechowywany jest w Trinity College w Dublinie.

## Opis
Zawiera List do Laodycejczyków, umieszczony po Liście do Kolosan, a przed 1 Listem do Testaloniczan. Dzieje Apostolskie umieszczone zostały po Apokalipsie. Stanowi go 221 welinowych kart (19,7 cm × 14,6 cm).

## Tekst
W Dziejach i Listach Pawła reprezentuje tekst starołaciński z nielicznymi tylko wariantami Wulgaty. W pozostałych księgach reprezentuje Wulgatę. Przedstawia iryjski typ tekstu Wulgaty, który charakteryzuje się pewną liczbą dodatków. W niektórych miejscach można zauważyć, że tekst kodeksu podąża za tekstem greckiego rękopisu reprezentującego grupę Ferrara (f13).

## Historia
Sporządzony został w latach 807-808 przez iryjskiego mnicha Ferdomnacha.
Był poprawiany w oparciu o grecki tekst rękopisów reprezentujących tekst grupy Ferrara (f13).

## Literatura
- Bruce M. Metzger, Bart D. Ehrman: The Text of the New Testament: Its Transmission, Corruption and Restoration. Wyd. 4. New York – Oxford: Oxford University Press, 2005, s. 106. ISBN 978-0-19-516122-9.
- Joseph Dunn, "The Book of Armagh." in Catholica Encyclopaedia (ang.)
- E. J. Gwynn: Book of Armagh: the Patrician Documents. Irish Manuscripts Commission. Facsimiles in Collotype of Irish manuscripts 3.. Dublin: 1937. Brak numerów stron w książce – Facsimile edition.